# Tinalhas
Tinalhas is een plaats (freguesia) in de Portugese gemeente Castelo Branco en telt 690 inwoners (2001).